# .22 롱 라이플

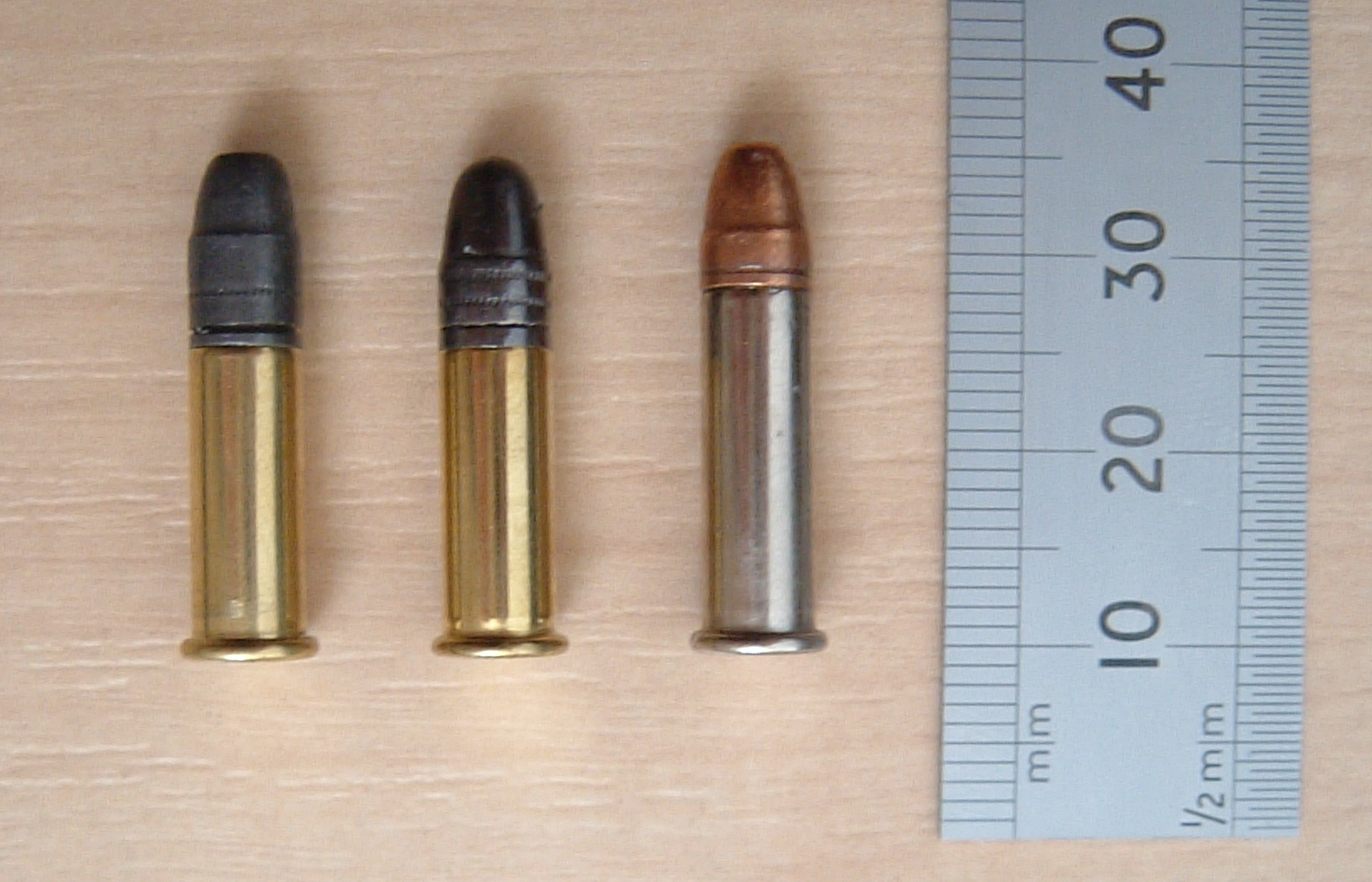
.22 롱 라이플

.22 롱 라이플(.22 Long Rifle)은 구경 5.5 mm인 림파이어 탄약이다. 22롱 또는 .22LR 또는 5.6×15mmR 등으로도 부른다.

## 역사
미국의 화기 제조업체 스티븐스 암스 & 툴 컴퍼니가 1887년 이 카트리지를 선보였으며, 이는 .22 롱의 케이싱과 .22 엑스트라 롱의 2.6그램의 탄알을 병합함으로써 이루어졌다.